# Mouvement européen international
Le Mouvement européen, aussi appelé Mouvement européen international (MEI) pour le distinguer de ses antennes nationales, est une association et un groupe de pression international promouvant l'intégration européenne principalement dans les années 1940 et 1950. Fondé en 1948 lors du Congrès de La Haye, son siège est à Bruxelles. Le mouvement est à l'origine des documents qui permettront la création du Conseil de l'Europe. Après 1950, le mouvement est resté actif dans le soutien de l'intégration politique de l'Europe.

## Objectifs

Le drapeau fédéraliste, ancien emblème du Mouvement européen, drapeau des fédéralistes européens.

Agissant comme une « organisation parapluie » fédérant des associations promouvant l'intégration européenne, elle publie des documents informationnels à destination des groupes, associations et institutions ayant un intérêt dans les affaires européennes.
En 1948, lors du congrès fondateur du mouvement, trois objectifs sont énoncés:
- prouver qu'il existe dans la population européenne un mouvement d'opinion en faveur de l'unité européenne ;
- proposer aux gouvernements des solutions pratiques pour unifier l'Europe ;
- amplifier la campagne internationale d'opinion déjà menée par le Comité international de coordination des mouvements pour l’unité européenne (CICMUE), ancêtre du MEI.

Dès sa création, l'un des objectifs prioritaires du MEI est la création d'une Assemblée européenne, qui pourrait être composée de parlementaires issus des assemblées nationales des différents pays, ou d'extraparlementaires.

## Histoire
Initialement nommé « Mouvement européen », le MEI a été créé sous l'impulsion de plusieurs hommes politiques européens de toutes tendances,. Le MEI prend forme lors du Congrès de La Haye de 1948. Ce congrès a eu lieu grâce à l'initiative du Comité international de coordination des mouvements pour l’unité européenne (CICMUE). Le CICMUE rassemblait notamment l'Union des fédéralistes européens et du United Europe Movement. 800 hommes d’État, parlementaires, hommes d’affaires, syndicalistes, universitaires, etc ont participé au congrès fondateur du MEI.
Quelques mois après le congrès, le CICMUE se transforme en Mouvement européen. Le MEI choisit des présidents d'honneur, notamment Winston Churchill et Léon Blum, dont les opinions politiques variées placent l'action du MEI au-delà du clivage droite-gauche.
Le Mouvement véhicule des doctrines divergentes, puisqu'il a longtemps rassemblé les « unionistes », partisans d'une simple coopération intergouvernementale et les « fédéralistes », partisans d'un gouvernement fédéral de l'Europe.
En réalité, les mouvements et associations (unionistes ou fédéralistes) pro-européens qui composèrent à l’origine le MEI puisent leurs idées, dès les années 1941-1944, dans les programmes pour l’Europe d’après-guerre des mouvements de résistance anti-fascistes ou anti-nazis (Mouvement fédéraliste européen d’Altiero Spinelli en Italie, mouvement Combat en France) et c’est le discours de Winston Churchill sur les « États-Unis d’Europe » à Zurich (septembre 1946) qui fut à l’origine de la création du Comité international de coordination des Mouvements pour l’unité européenne qui organise le Congrès de La Haye en mai 1948, d’où est issu le Mouvement européen.
Le fait que le Mouvement socialiste pour les États-Unis d'Europe (qui réclamait la construction d’une Europe troisième force « indépendante des États-Unis et de l’URSS ») ait intégré le MEI est une preuve de la diversité d’associations représentées par le MEI à l’origine.
Des passerelles existaient entre le MEI et les partis politiques, notamment les partis socialistes. Les idées fédéralistes étaient particulièrement présentes au sein des partis socialistes français, belge et italien. Par ailleurs, dans les six pays qui adhérèrent à la Communauté européenne du charbon et de l'acier (CECA) en 1952, les partis chrétiens-démocrates, qui à l'époque étaient tous au pouvoir ou bien participaient à des coalitions, soutenaient le fédéralisme européen.
Aujourd'hui, conservant son esprit fondateur d'ouverture à tous les courants « pro-européens », le Mouvement fait montre d'une attitude plus ambiguë vis-à-vis des fédéralistes européens.

## Organisation
Le MEI regroupe, sans les fusionner, des organisations très diverses, comme l’Association des journalistes européens, l’Union des résistants pour une Europe unie, le Mouvement socialiste pour les États-Unis d’Europe…
Le Mouvement européen possède un bureau exécutif et son comité international repose sur des conseils nationaux en France, en Belgique, aux Pays-Bas, en Italie, au Royaume-Uni, en Allemagne, en Autriche, au Luxembourg, au Danemark, en Suède, en Norvège, en Islande, en Irlande, au Portugal, en Grèce, en Suisse et en Turquie. Après la création du MEI en 1948, le secrétaire général en est le Français Georges Rebattet, et André Philip et Joseph Retinger en sont les deux délégués généraux. D'abord situé à Londres, puis à Paris, le secrétariat international du Mouvement européen s’installe définitivement à Bruxelles en 1951.

### Présidents
- 1948 : Duncan Sandys
- 1950 : Paul-Henri Spaak
- 1955 : Robert Schuman
- 1961 : Maurice Faure
- 1968 : Walter Hallstein
- 1974 : Jean Rey
- 1978 : Georges Berthoin
- 1982 : Giuseppe Petrilli
- 1985 : Gaston Thorn
- 1987 : Enrique Barón
- 1989 : Valéry Giscard d'Estaing
- 1997 : Mário Soares
- 1999 : José María Gil-Robles
- 2005 : Pat Cox
- 2011 : Jo Leinen
- 2017 : Eva Maydell Paunova
- 2023 : Guy Verhofstadt

### Membres du Conseil d'administration
La politique est formulée par un conseil d'administration. Une Assemblée fédérale, composée de délégués des mouvements locaux dans toute l'Europe, détermine les politiques pour le MEI et est responsable des comptes de l'organisation. Plusieurs comités spécialisés rapides, consacrées à l'examen des politiques individuelles, existent aussi. Les comités politiques sont : « Plus de démocratie, droits et libertés de citoyens » ; « Emploi, compétitivité et croissance durable » ; « L'Europe dans le monde ». Le travail quotidien du bureau est effectué par le secrétariat international, qui est dirigé par Petros Fassoulas, secrétaire général depuis juin 2015.

### Financement

#### Financement général du Mouvement européen
Le Mouvement européen international, comme toute association, bénéficie des cotisations de ses membres, mais reçoit aussi une subvention de la Commission européenne.

#### Financement américain (1949-1960)
Une des questions posée par l'historiographie de l'intégration européenne est celle des financements américains.

##### Incertitudes sur la part du financement américain
Alan Milward, historien américain, considère que l'importance des financements en provenance des États-Unis, notamment ceux destinés à divers groupes et mouvements en Europe, était minime.
Richard J. Aldrich, un autre historien américain, considère que l'influence des États-Unis, et leur soutien financier dans le cadre de l'endiguement du communisme (en plus du plan Marshall), jouèrent un rôle important dans l'essor du Mouvement européen. Ce soutien américain se serait élevé à 3 millions de dollars versés sur une période de 10 ans (1949 à 1960), ce qui représentait alors, selon Aldrich, entre la moitié et environ les deux tiers du budget global du mouvement. D'après Aldrich, en 1951, Paul-Henri Spaak, alors président du MEI, crée un budget spécial qui permet de rendre moins apparent les apports croissants des fonds américains, ceux-ci servant à financer le European Youth Campaign, un programme orienté vers la jeunesse européenne. Le baron Boel, trésorier du MEI, explique en 1953 que la discrétion était nécessaire, afin que les adversaires de l'unité européenne ne puissent pas accuser certains des programmes du MEI d'être une création américaine. Pour cette raison, les fonds du Comité américain ne servirent plus au fonctionnement habituel du MEI. Grâce à la création de budgets spéciaux, des sommes importantes allouées par les Américains n'apparurent plus dans le budget ordinaire du MEI, ce qui rendit complexe l'évaluation de l'apport américain dans le financement du MEI.
Christophe Deloire et Christophe Dubois, deux journalistes, estiment, quant à eux, que les financements américains étaient « absolument nécessaires » au Mouvement européen.

##### Contexte du financement américain
Après la Seconde Guerre mondiale, alors que la guerre froide débutait, les Américains étaient soucieux d'empêcher la progression du communisme en Europe, défendre les valeurs occidentales, empêcher une nouvelle guerre, et assurer le succès du plan Marshall. Ils créèrent l'ACUE, Comité américain pour une Europe unie, un organisme dirigé par deux anciens des services secrets américains, et qui fut utilisé pour financer le Mouvement européen.
Même si le soutien du MEI par les Américains était une opération secrète, Aldrich précise bien que l'ACUE ne cherchait pas à manipuler, mais visait à soutenir des structures ou des hommes indépendants ayant une proximité naturelle avec leurs objectifs. Le Comité américain était particulièrement attentif à n’intervenir en aucune manière dans les programmes d’action du MEI, dans la crainte justement d’être accusé de manipuler cette organisation. Il considéra simplement le MEI comme « un agent indépendant » susceptible de véhiculer la culture politique fédéraliste. L’utilisation des fonds n’était pas soumise à un contrôle strict, le Mouvement en disposant librement.
Les Américains souhaitaient grâce à leurs financements promouvoir les efforts visant à réaliser le plan Schuman, mais également la Communauté européenne de défense (projet que le gouvernement français soutenait également afin d'éviter une remilitarisation de l'Allemagne, mais finalement rejeté par l'Assemblée nationale française) et une Assemblée européenne (l'Assemblée parlementaire du Conseil de l'Europe,, concentrée sur les droits de l'homme, l'état de droit et la démocratie). L'objectif était d'empêcher une nouvelle guerre en Europe, mais également de promouvoir les valeurs occidentales face à l'URSS.

## Activités

### Promotion de l'unité européenne
Le MEI organise notamment des conférences internationales, où sont présents des acteurs du monde politique, mais aussi des économistes, des chefs d'entreprises, des leaders des syndicats, etc. En voici deux exemples :
- 1949 : la conférence de Westminster met notamment en lumière des opinions divergentes entre les Britanniques et les continentaux ;
- 1950 : la conférence de Rome aborde plus particulièrement des questions sociales, entre autres l'harmonisation des cotisations sociales en Europe[4].

Le MEI pratique également toutes les formes possibles de promotions, que ce soient auprès des responsables politiques, économiques, culturels et sociaux, ou auprès de l'opinion publique, avec notamment des débats publics et le financement de nombreuses publications dont Nouvelles de l’Europe.

### Activisme populaire
Le MEI est une constellation comportant différentes associations internationales ou nationales, qui présentent des caractéristiques différentes selon les pays, ainsi qu'un attachement inégal aux idées fédéralistes.
En Italie, cet attachement était le plus marqué, et le MEI fut même très proche de devenir un mouvement populaire. L'idéologie fédéraliste y dépassait le cadre d'une simple technique constitutionnelle, pour proposer un projet d'ensemble, définissant de façon construite et cohérente un avenir meilleur pour l'Europe. Cette idéologie, un ensemble d'idées d'unification transnationale pour l'économie, le social et le politique, offrait une alternative à des idéologies racistes, nationalistes et basées sur une analyse de classe.
Cette alternative plut à une partie de la jeunesse, notamment les étudiants, et conduisit à un engagement activiste : la jeunesse débattait dans des forums transfrontaliers, et menait des actions communes, notamment des actes symboliques comme le démantèlement de postes frontaliers.

### European Youth Campaign
En 1951, Paul-Henri Spaak, président du MEI, a pour conviction que la promotion de l'unité européenne nécessitera une publicité massive.
Au même moment, les Soviétiques lancent avec succès leur propre propagande, en ciblant notamment la jeunesse. Les efforts croissants du bloc de l'Est atteignent un apogée durant l'été 1951, à l'occasion d'un meeting qui rassemble 2 millions de jeunes du monde entier, et coûte 20 millions de livres sterling,.
Les Américains, dont le soutien au projet de Spaak s'était notamment exprimé via William J. Donovan, président du Comité américain pour une Europe unie, préviennent le MEI du succès de la propagande communiste. Joseph Retinger, secrétaire général du MEI, Spaak, et Andre Phillip mettent alors sur pied l'European Youth Campaign, une entité qui organisera une très importante campagne de publicité en faveur de l'unité européenne, ciblant spécifiquement la jeunesse européenne. Cette campagne comprend des meetings, des exhibitions, des projections de films, des émissions de radio, des publications. Notamment, de 1951 à 1956, 2 000 meetings sont organisés.

## Membres

États comptant un conseil national du Mouvement européen.

### Conseils nationaux
- Albanie : Mouvement européen-Albanie
- Allemagne : Mouvement européen-Allemagne
- Arménie : Mouvement européen-Arménie
- Autriche : Mouvement européen-Autriche
- Belgique : Mouvement européen-Belgique
- Bosnie-Herzégovine : Mouvement européen-Bosnie-Herzégovine
- Chypre : Mouvement européen-Chypre
- Croatie : Mouvement européen-Croatie
- Danemark : Mouvement européen-Danemark
- Espagne : Mouvement européen-Espagne
- Estonie : Mouvement européen-Estonie
- Finlande : Mouvement européen-Finlande
- France : Mouvement européen-France
- Grèce : Mouvement européen-Grèce
- Hongrie : Mouvement européen-Hongrie
- Irlande : Mouvement européen-Irlande
- Italie : Conseil italien du mouvement européen
- Lettonie : Mouvement européen-Lettonie
- Lituanie : Mouvement européen-Lituanie
- Luxembourg : Mouvement européen-Luxembourg
- Macédoine du Nord : Mouvement européen-Macédoine du Nord
- Malte : Mouvement européen-Malte
- Norvège : Mouvement européen-Norvège
- Pays-Bas : Mouvement européen-Pays-Bas
- Pologne : Mouvement européen-Pologne
- Portugal : Mouvement européen-Portugal
- Roumanie : Mouvement européen-Roumanie
- Royaume-Uni : Mouvement européen-Royaume-Uni
- Serbie : Mouvement européen-Serbie
- Slovénie : Mouvement européen-Slovénie
- Suède : Mouvement européen-Suède
- Suisse : Nouveau mouvement européen suisse (Nomes)
- République tchèque : Mouvement européen-République tchèque
- Turquie : Mouvement européen-Turquie

#### Comités préparatoires
- Azerbaïdjan : Comité préparatoire du Mouvement européen-Azerbaïdjan
- Biélorussie : Comité préparatoire du Mouvement européen-Biélorussie
- Bulgarie : Comité préparatoire du Mouvement européen-Bulgarie
- Géorgie : Comité préparatoire du Mouvement européen-Géorgie
- Islande : Comité préparatoire du Mouvement européen-Islande
- Moldavie : Comité préparatoire du Mouvement européen-Moldavie
- Monténégro : Comité préparatoire du Mouvement européen-Monténégro
- Russie : Comité préparatoire du Mouvement européen-Russie, région Kaliningrad
- Ukraine : Comité préparatoire du Mouvement européen-Ukraine

### Associations et organisations internationales
- Association européenne des enseignants
- Association des états généraux des étudiants de l'Europe
- Association des femmes de l'Europe méridionale
- Association des journalistes européens
- Association internationale des anciens des Communautés européennes
- Centre européen de la culture
- Centre international de formation européenne
- Confédération européenne des syndicats
- Confédération européenne des syndicats indépendants
- Conférence des régions périphériques maritimes d’Europe
- Conseil des communes et régions d'Europe
- Forum européen de la jeunesse
- Forum permanent de la société civile européenne
- Jeunes Européens fédéralistes
- Ligue européenne de coopération économique
- Maison de l'Europe
- Parti de l'Alliance des libéraux et des démocrates pour l'Europe
- Parti démocrate européen
- Parti populaire européen
- Parti socialiste européen
- Union européenne de l'artisanat et des petites et moyennes entreprises
- Union des fédéralistes européens
- Union syndicale fédérale des services publics européens et internationaux
- Charte des communautés rurales européennes

#### Organisations associées
- Confédération européenne des anciens combattants
- Les Européens dans le Monde
- EurActiv
- Fondazione mediterraneo